# Messa bassa

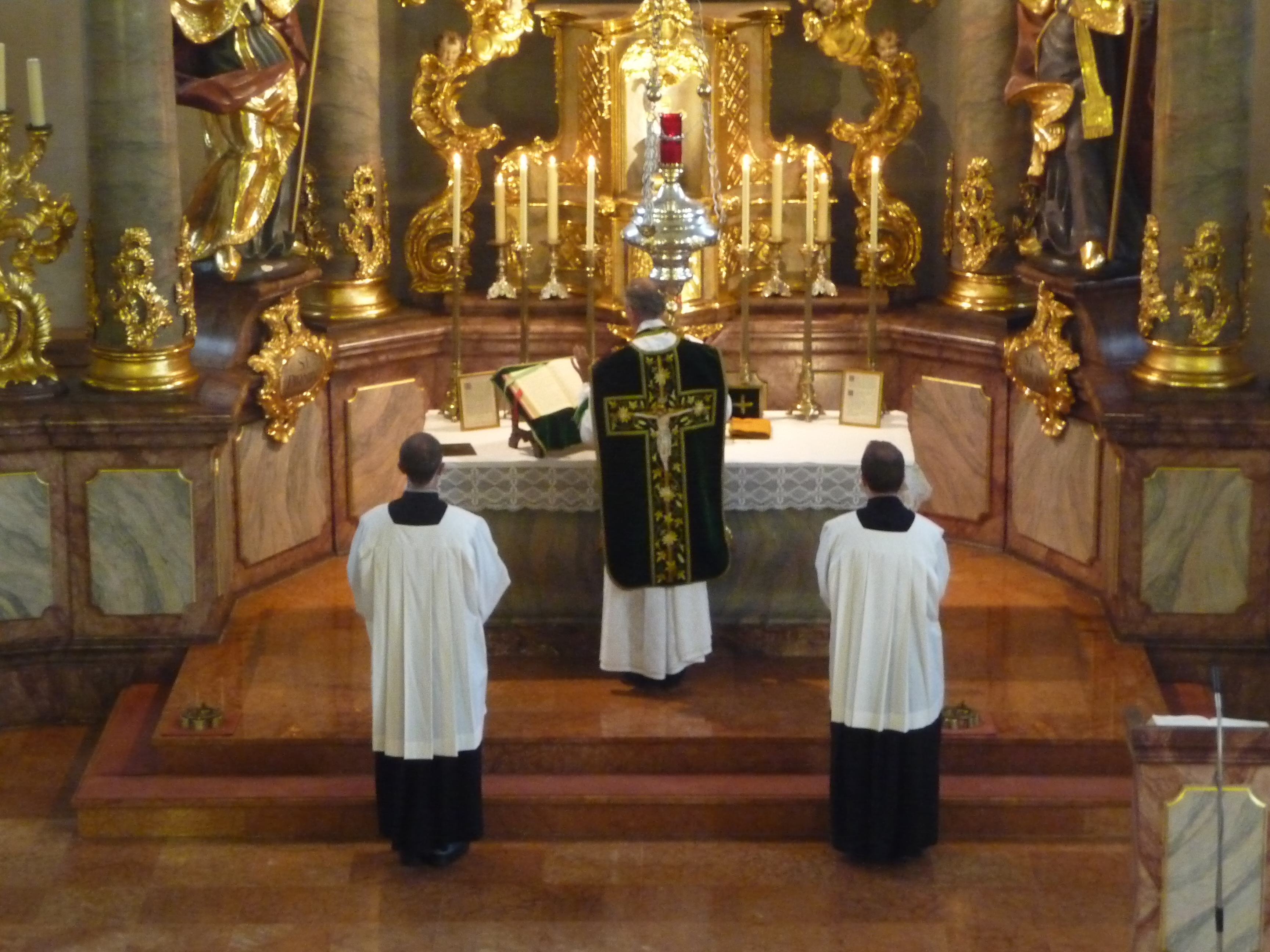
Messa bassa tridentina

La messa bassa o messa letta è la forma comune della messa tridentina.
In essa il sacerdote non canta alcuna parte della messa, anche se eventualmente la accompagnano altri con musica. Se invece egli canta quelle parti che secondo il Messale Romano gli spetta cantare, si ha una messa solenne, se celebrata con l'assistenza dei sacri ministri (il diacono e il suddiacono), o una messa cantata.
Il termine "messa privata", che al tempo del Concilio di Trento significava una messa alla quale solo il sacerdote riceveva la communione indipendentemente da quanti stavano presenti, acquisì posteriormente il senso di messa celebrata da un sacerdote senza il popolo e assistito solo da un ministrante. Il papa Giovanni XXIII nel suo Codice delle Rubriche del Breviario e del Messale Romano, 269, che fa parte del Messale Romano del 1962, ordinò di evitare l'uso di tale termine..

## Storia
La messa bassa ebbe origine nel primo medioevo come forma abbreviata e semplificata della messa solenne. La Chiesa cattolica stabilì che si officiasse almeno una messa al giorno in ogni monastero o parrocchia. In ogni caso là dove esistesse la possibilità si poteva officiare più di una messa al giorno. Divenne altresì costume, da parte dei monasteri, ordinare un maggior numero di monaci come sacerdoti, in quanto prima quasi tutti i monaci erano degli uomini laici, per poter officiare un maggior numero di messe. Nel frattempo con la concelebrazione, la possibilità di celebrare assieme una messa, diede a tutti i sacerdoti la possibilità di celebrare insieme la messa giornaliera, ma poco per volta questa usanza venne meno.
Nella Catholic Encyclopedia del 1910, Adrian Fortescue spiega:
Nel primo medioevo la concelebrazione venne sostituita da celebrazioni separate private. Nessun dubbio che l'usanza di offrire ogni messa per una intenzione particolare contribuì a questo cambiamento. Le celebrazioni separate comportarono la prolificazione di altari nella stessa chiesa e la riduzione del rito alla forma più semplice possibile. Così si fece a meno del diacono e del suddiacono; il sacerdote celebrante oltre alla sua parte svolgeva anche la loro. Un ministrante sostituì al coro e agli altri ministri, tutto si diceva invece di cantarlo, vennero omessi l'incenso e il bacio della pace. Così sorse il noto rito della messa bassa (missa privata). Questo creò per contraltare la messa solenne (missa solemnis) in cui il celebrante recita tutto personalmente anche se lo canta anche il diacono, il suddiacono o il coro.

## Variazioni
Originariamente, la messa bassa era cantata in monodia. I preti cantavano la loro messa privata. Questo uso decadde nel XVIII secolo. In pratica la messa bassa viene officiata sottovoce fra il prete ed il ministrante.
In Francia ed in Germania, venne l'idea di accompagnare la messa bassa con alcune musiche per aiutare la devozione dei fedeli; questo portò al sorgere della messa francese con l'organo e della messa cantata tedesca.
Fra il 1920 e il 1930 venne in uso la messa dialogata (che rimase rara fino agli anni 1950), in cui i fedeli potevano recitare in latino, con il ministrante, le "risposte" della messa, a cantare quelle parti contenute nella messa cantata.

## Svolgimento

### Riti iniziali

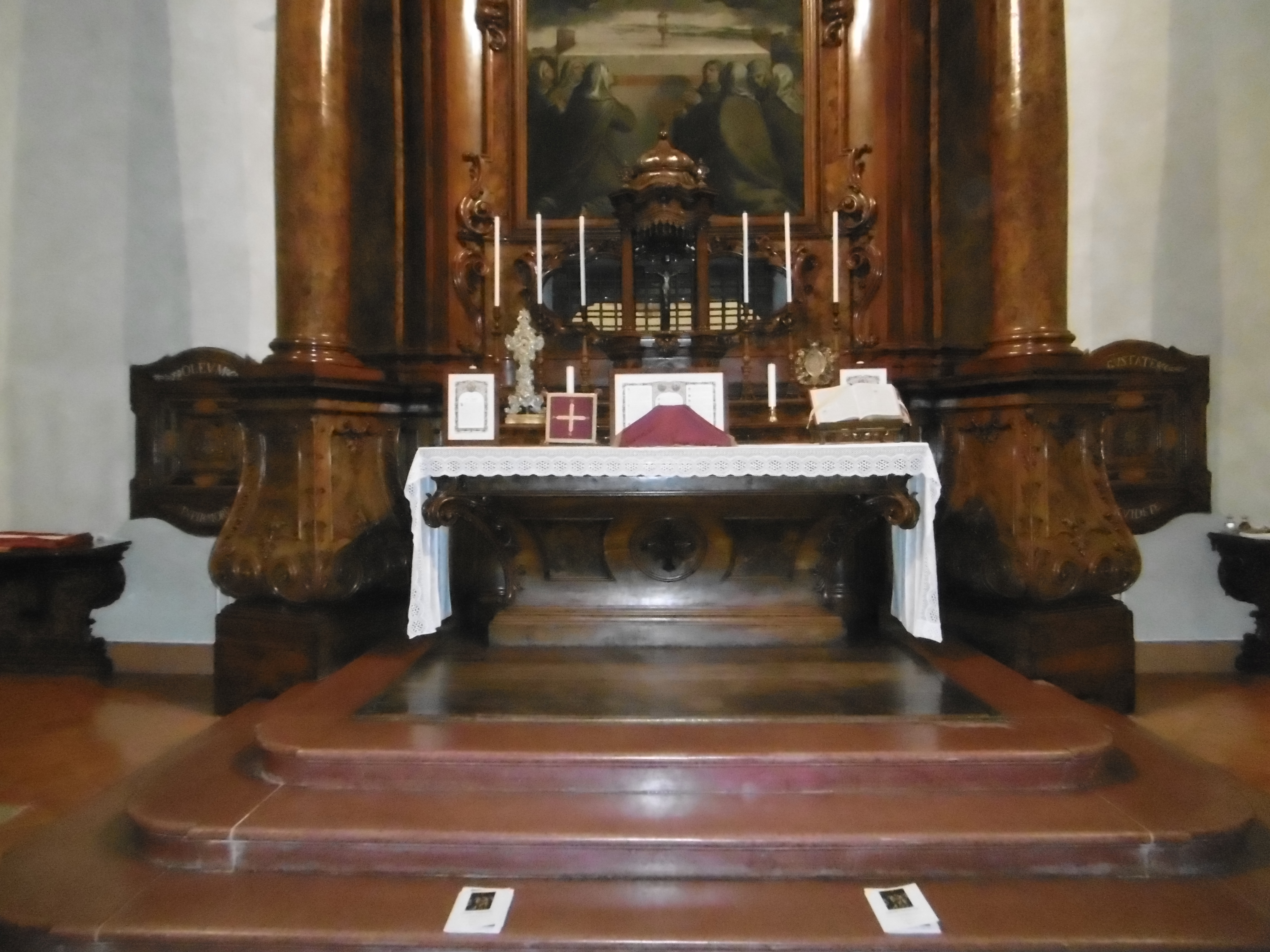
Altare all'inizio della messa

Il sacerdote, accompagnato da almeno un ministrante, giunge all'altare della celebrazione portando il calice, sopra il quale sono messi il purificatoio e la patena con un'ostia), il tutto coperto con la palla e con un velo del colore liturgico dei paramenti della messa e sormontato dalla borsa contenente il corporale piegato. All'arrivo all'altare della messa, si toglie la berretta e fa la riverenza prescritta (genuflessione se c'è il tabernacolo con il Santissimo Sacramento, altrimenti inchino profondo), poi stende in mezzo all'altare il corporale, sopra il quale colloca il calice con il velo e mette la borsa a sinistra. Apre il messale al lato dell'epistola.

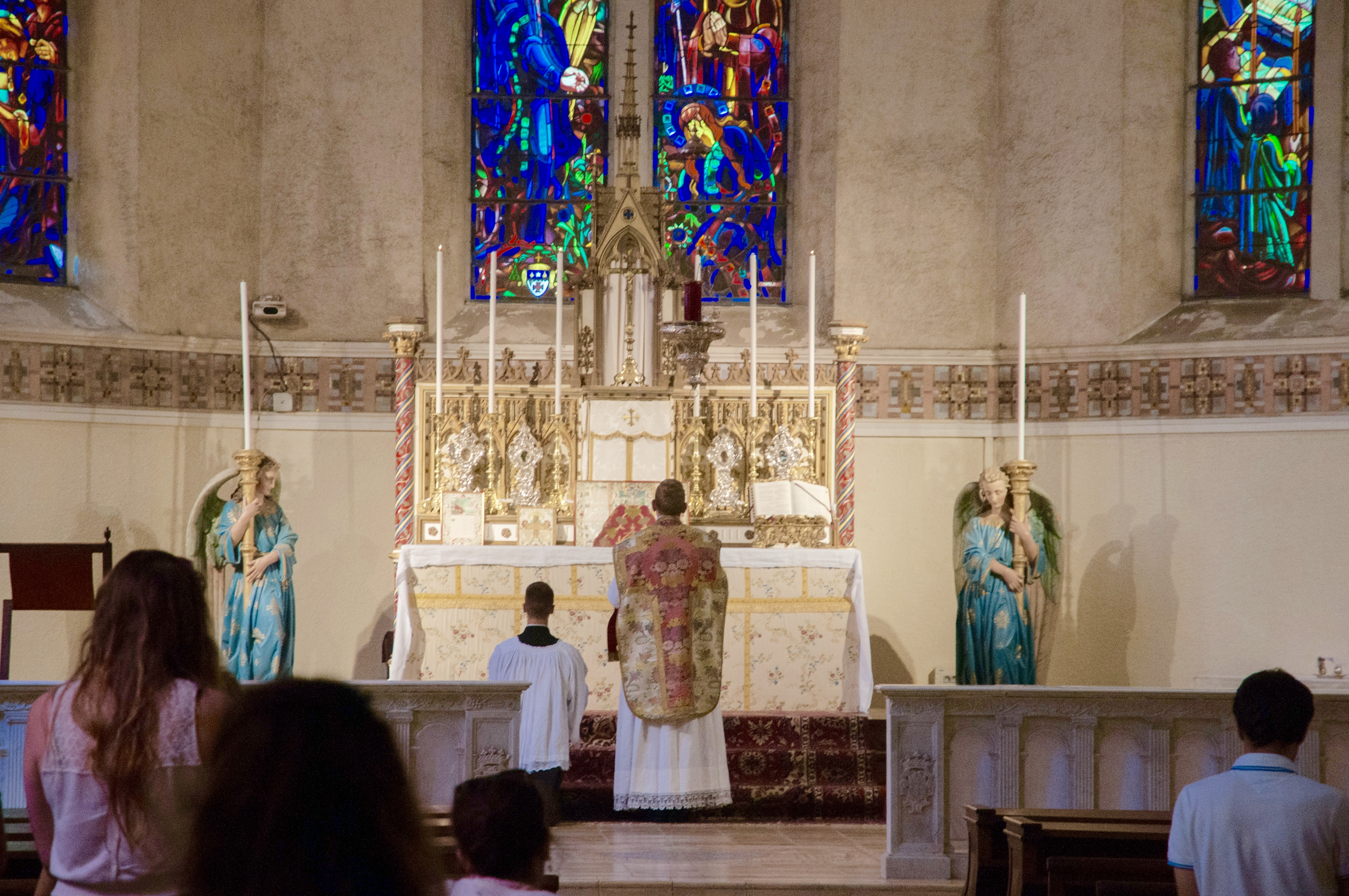
Preghiere ai piedi dell'altare.

Scende e inizia la messa facendo il segno della croce. A voci alterne con il ministrante recita il Salmo 42 (Salmo 43 nel Testo Masoretico) Iudica me, preceduto e seguito dall'antifona Introibo ad altare Dei. Poi, dopo la recita dell'ultimo versetto del Salmo 123 (124 Masoretico), Adiutorium nostrum in nomine Domini, qui fecit caelum et terram ("Il nostro aiuto è nel nome del Signore, egli ha fatto cielo e terra"), durante il quale si segna per la seconda volta, il sacerdote dice il Confiteor, confessando genericamente i suoi peccati e domandando l'aiuto delle preghiere dei presenti ("vos fratres"). Il ministrante invoca su di lui la misericordia di Dio con la preghiera Misereatur, alla quale il sacerdote risponde; Amen. A sua volta il ministrante dice il Confiteor, il sacerdote il Misereatur e il ministrante Amen. Il sacerdote aggiunge l'Indulgentiam pregando, mentre si fa per la terza volta il segno di croce, per la remissione dei peccati di tutti. Poi conclude le preghiere ai piedi dell'altare con due versetti del Salmo 84 (Masoretico 85), dice Dominus vobiscum e Oremus e, "nell'ascendere all'altare, dice in segreto l'orazione Aufer a nobis, pregando che Dio possa rimuovere i nostri peccati e che le nostre menti possano essere ben disposte nel momento in cui entriamo nel Santo dei Santi".

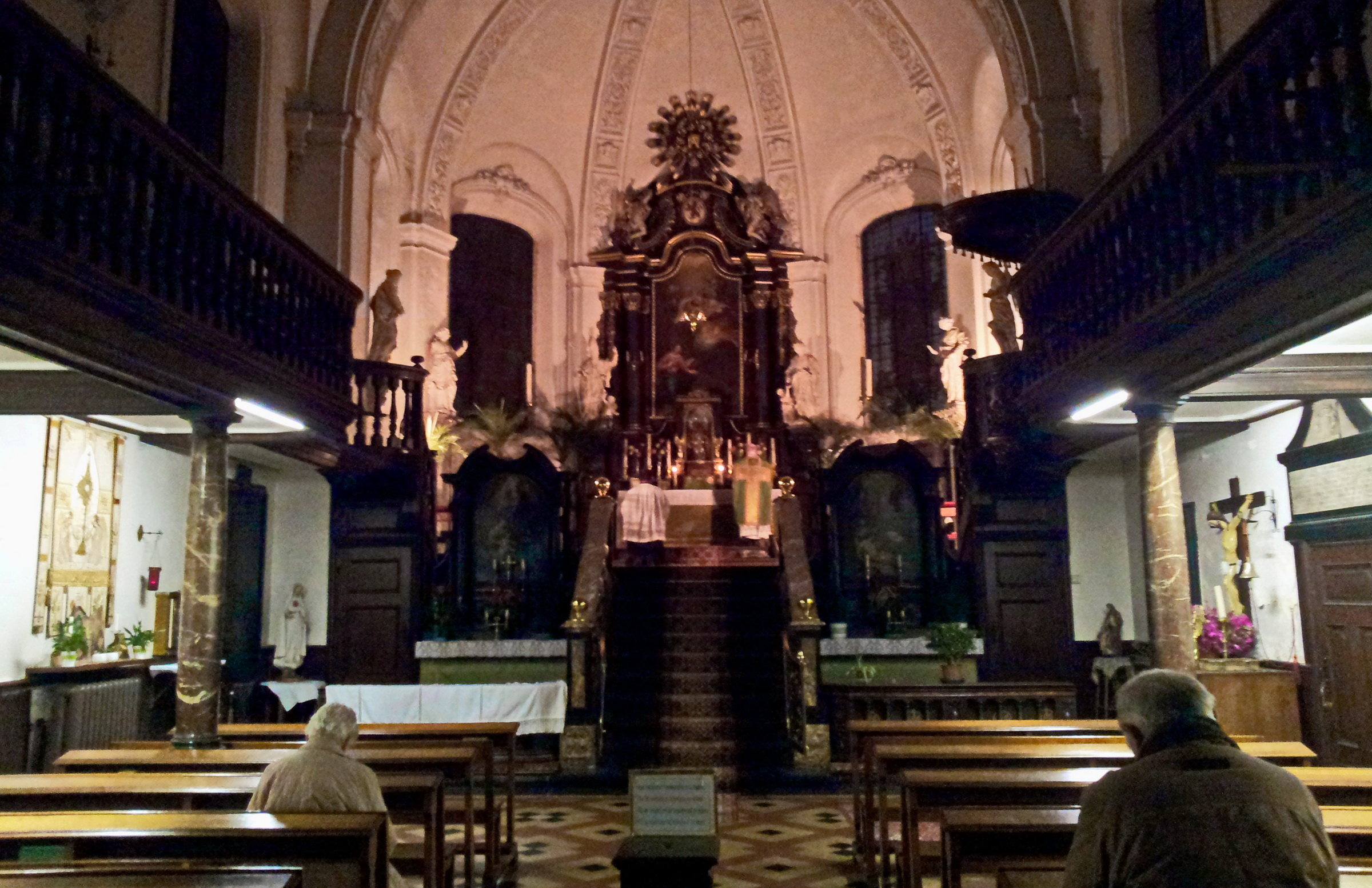
Il sacerdote legge l'introito

Salito all'altare, il sacerdote lo bacia, pregando che per i meriti dei santi le cui reliquie sono in esso racchiuse e di tutti i santi gli siano perdonati tutti i suoi peccati. Al lato dell'epistola legge l'introito, antifona d'ingresso, e al centro, alternando con i ministri, ripete tre volte Kyrie eleison, tre volte Christe eleison, e di nuovo tre volte Kyrie eleison, invocazioni non in latino, ma in lingua greca con la pronuncia del greco moderno. Il mescolare le due frasi Kyrie eleison e Christe eleison era una particolarità del rito romano già al tempo di Gregorio Magno, papa dal 590 al 604. Poi, nelle feste dei santi e nelle domeniche (tranne in Avvento, Settuagesima e Quaresima) il sacerdote recita il Gloria in excelsis Deo. Mentre pronuncia la frase iniziale, il sacerdote stende le mani davanti a sé all'altezza delle spalle, e poi le posa mentre china il capo alla pronuncia della parola Deo. Quindi continua a recitare il Gloria stando in piedi e con le mani unite; alle frasi Adoramus te, Gratias agimus tibi, Iesu Christe (entrambe le volte), e Suscipe deprecationem nostram, china il capo in direzione del crocifisso, e alla fine del Gloria traccia su di sé il segno della croce.
Al termine di questa sezione vi sono le preghiere collette. Il sacerdote bacia l'altare, si gira (in senso orario) verso il popolo e, con gli occhi abbassati, allarga e ricongiunge le mani davanti al petto dicendo Dominus vobiscum, si volge (in senso antiorario) di nuovo verso il messale, dice Oremus e poi senza pausa legge le collette. Il Ritus servandus dice: "Se l'altare è ad oriente, verso il popolo, il celebrante rivolto al popolo, non gira le spalle all'altare". Il Codice delle Rubriche del 1960 impose al numero delle collette un limite massimo di tre. Prima, potevano essere molto più numerose.

### Parte didattica

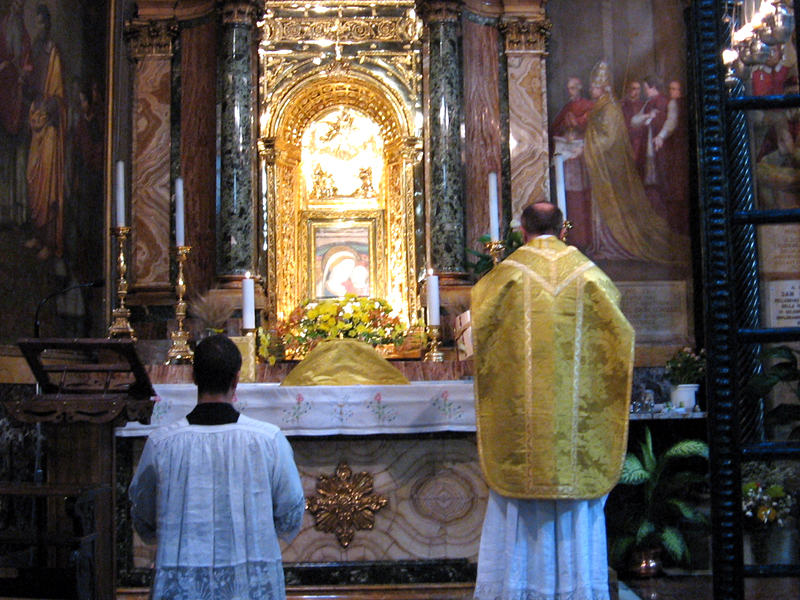
Il sacerdote legge l'epistola

Mentre nella messa del rito romano riformata dopo il Concilio Vaticano II si distingue la "Liturgia della Parola" dalla "Liturgia eucaristica", prima del Concilio Vaticano II il Messale tridentino parla di "messa dei catecumeni", terminologia risalente al IX secolo, quando a questa parte della messa potevano partecipare quelli che non avevano ancora ricevuto il battesimo, che venivano licenziati subito dopo, all'inizio della "messa dei fedeli".
La messa dei catecumeni è la parte didattica della messa: consiste nella lettura dell'Epistola, nella recita del Graduale e dell'Alleluia o del Tratto, dell'eventuale sequenza, quindi nella lettura del Vangelo, nell'omelia e nel Credo.
Viene detta Epistola la lettura di un passo, quasi sempre del Nuovo Testamento, spesso di una lettera paolina, o di altri apostoli, più di rado di un passo degli Atti degli Apostoli o dell'Apocalisse di Giovanni o, in certi casi, di passi dell'Antico Testamento. A leggerla è il sacerdote che, posto nella parte destra dell'altare (il lato dell'epistola), la pronuncia in latino: la facoltà di leggerla in lingua volgare è stata introdotta nella messa tridentina nel 2007 dal motu proprio Summorum Pontificum.

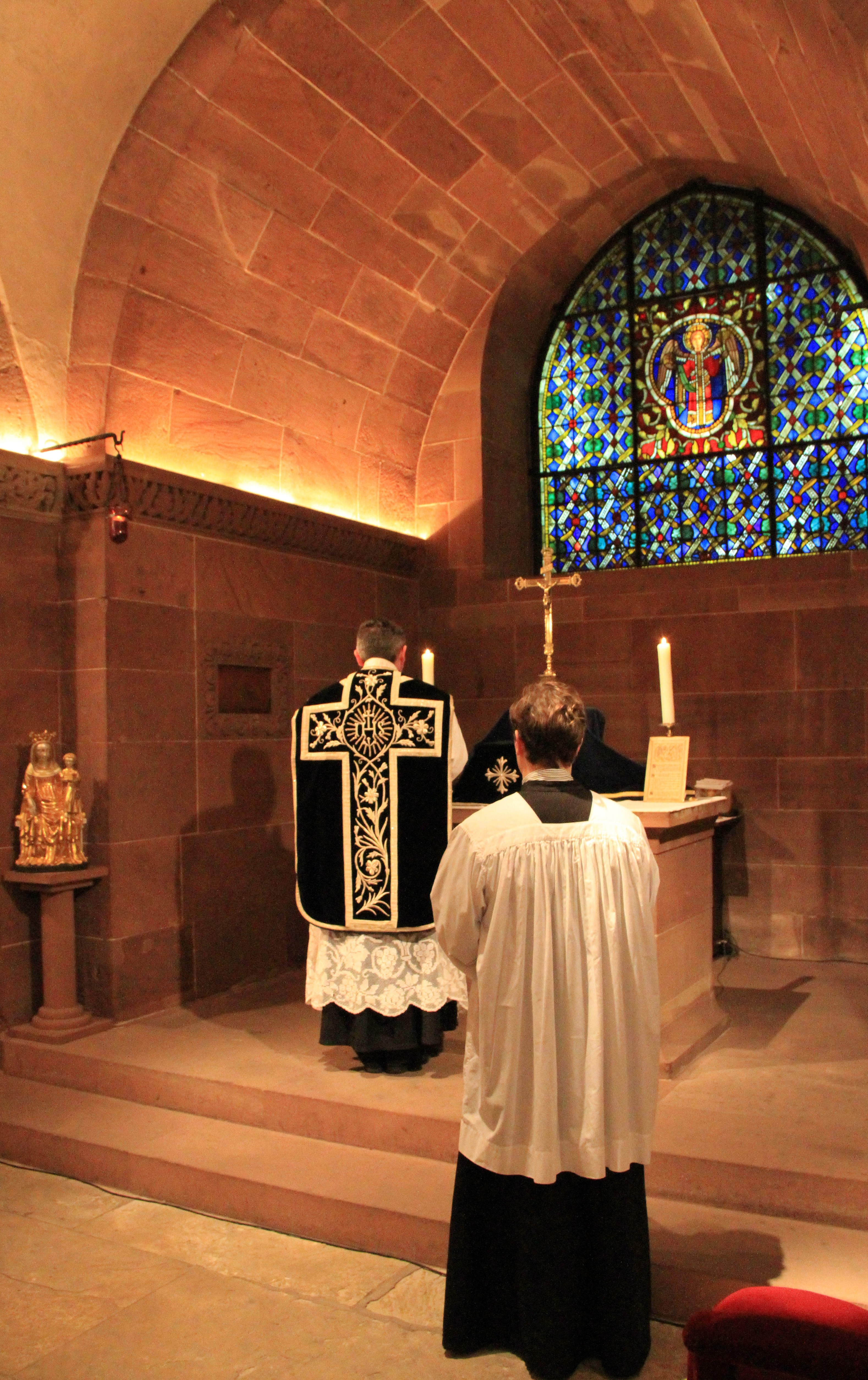
Il sacerdote legge il vangelo, il ministrante l'ascolta in piedi

Il graduale è strofa e ritornello di un salmo letto dal celebrante e sempre in latino, seguita dal canto dell'Alleluia: nei tempi penitenziali dell'anno liturgico l'Alleluia è sostituito dal Tratto. In cinque feste dell'anno è prevista la sequenza, un lungo componimento poetico sul tema della festa. Nella messa tridentina papa Pio V conservò solo quattro delle allora esistenti sequenze: Victimae paschali laudes (XI secolo) per Pasqua, Veni Sancte Spiritus (XII secolo) per Pentecoste, Lauda Sion Salvatorem (circa 1264) per il Corpus Domini e Dies Irae (XIII secolo) per la Commemorazione dei defunti e nelle messe da Requiem. Nel 1727, si è aggiunto lo Stabat Mater (XIII secolo) per la festa di Maria Addolorata.
Dopo di ciò,  il sacerdote stesso o il ministrante porta il libro del messale dall'altra parte dell'altare, il lato del vangelo, dove il sacerdote, dopo avere detto al centro dell'altare due preghiere preparatorie legge il vangelo della messa in latino. Nelle messe celebrate con il popolo il vangelo può essere proclamato anche nella lingua vernacola, usando una versione riconosciuta dalla Santa Sede.
Prima dell'edizione del 1962, le rubriche generali del Messale Romano non prevedono l'inserimento di alcuna predica dopo la lettura del vangelo. L'edizione 1962 sostituisce tali rubriche generali con il Codice delle Rubriche, che dice: "Dopo il vangelo, specialmente nelle domeniche e nelle feste di precetto, si farà al popolo, se è opportuno, una breve omelia, che, se pronunciata da un sacerdote diverso dal celebrante, non si sovrapponga alla celebrazione della messa, impedendo la partecipazione dei fedeli; quindi, in questo caso, la celebrazione della messa sarà sospesa, per essere ripresa solo dopo la fine dell'omelia". Il Ritus servandus in celebratione Missae che (da già prima del 1962) indica che la recita del Credo (se è da dire) normalmente si inizia subito dopo la lettura del vangelo, menziona anche l'eventualità di una predica: "Se si deve fare l'omelia, il predicatore ...".
Dopo il Vangelo o la predica, il sacerdote recita, nelle domeniche e nelle feste principali, il Simbolo niceno-costantinopolitano, comunemente chiamato Credo, con gesti simili a quelli con cui accompagna il Gloria in excelsis Deo.

### Messa dei fedeli

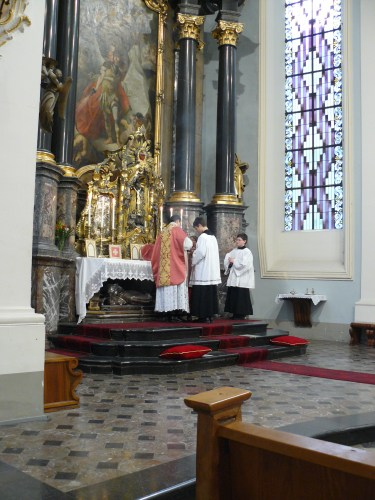
Lavacro delle mani al sacerdote

Alla fine della messa dei catecumeni, il sacerdote si gira e pronuncia Dominus vobiscum e la semplice parola Oremus, senza aggiungere alcuna preghiera particolare. Secondo alcuni questo è ciò che nella messa tridentina è rimasto della "preghiera dei fedeli", intenzioni di preghiera della Chiesa in generale, reintrodotte dalle riforme liturgiche seguite al Concilio Vaticano II. Invece di una preghiera, ciò che segue l'Oremus è l'antifona all'offertorio, detta la quale il sacerdote scopre il calice e tenendo all'altezza del petto l'ostia ancora sulla patena prega sottovoce Dio Padre di accettare tale "offerta senza macchia" per i propri peccati, per i presenti e per tutti i cristiani vivi e defunti. Depone poi l'ostia sul corporale, mette la patena (che non toccherà più fino alla frazione del pane) parzialmente sotto il corporale. Mette nel calice il vino e un po' d'acqua e offre a Dio il "calice di salvezza [...] per la salvezza nostra e di tutto il mondo". Terminata questa offerta, procede al lavabo, il lavacro delle dita, con la recita di sette versetti del Salmo 25 (Salmo 26 del testo masoretico). Torna al centro dell'altare, dove prega la Santa Trinità di accettare l'oblazione. Accompagna anche gli altri gesti di questa parte della messa con diverse preghiere dette sottovoce per un totale di sette, senza contare le preghiere dette "secrete", una o più, con un massimo, a partire dal Codice delle Rubriche del 1960, di tre. Il nome "secreta" si trova già nel Sacramentario gelasiano, mentre il Sacramentario gregoriano usa il termine Super oblata ("Sulle offerte"). Per molto tempo, questa era l'unica preghiera dell'offertorio, detta sottovoce perché il coro stava eseguendo il canto dell'offertorio. È preceduta non dal solito Oremus, ma da una domanda di preghiera di cui solo le prime due parole, Orate fratres, sono dette a mezza voce dal sacerdote girandosi verso i presenti.

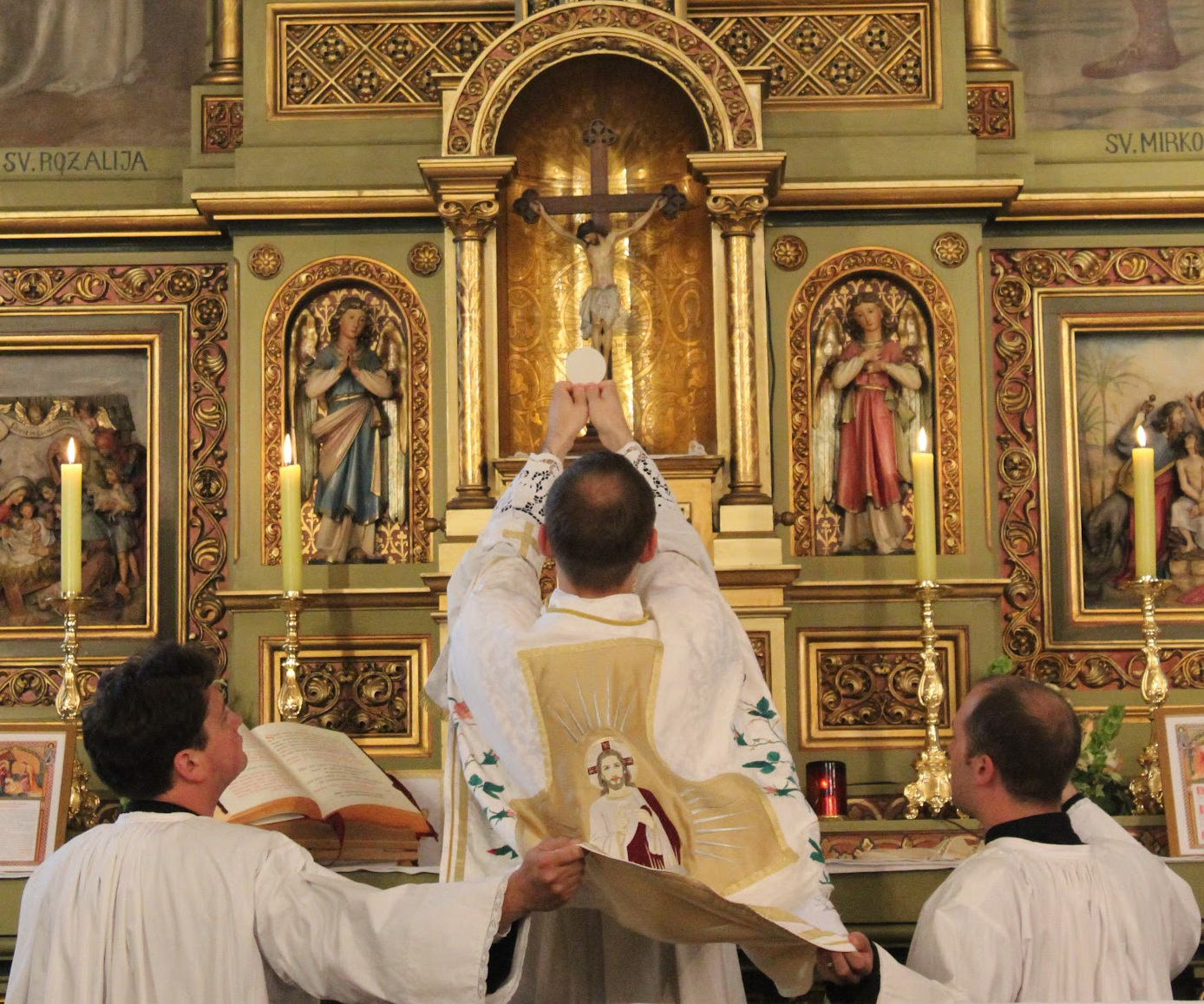
Elevazione dell'ostia

Il sacerdote pronuncia ad alta voce un prefazio variabile secondo i tempi e le festività e che termina con l'acclamazione Sanctus, durante la recita della quale il ministrante suona il campanello. Prosegue recitando il canone romano silenziosamente (elevando un poco la voce unicamente alle parole Nobis quoque peccatoribus dopo la consacrazione). Con la preghiera Te igitur chiede a Dio di gradire quello che gli viene offerto anzitutto per la Chiesa cattolica, affinché le sia concessa la pace, la protezione, l'unità e la direzione insieme con il Papa, il vescovo locale e tutti coloro che, fedeli alla vera dottrina, hanno la custodia della fede cattolica e apostolica. Prega (Memento) per le intenzioni di alcuni individui e di tutti i presenti. In unione con (Communicantes) e in venerazione di tutti i santi, dei quali menziona 26 per nome, chiede, per i loro meriti e le loro preghiere, la protezione divina. Stendendo le mani sopra l'ostia e il calice (Hanc igitur), torna a chiedere a Dio di accettare l'offerta. (È a questo punto che di solito il ministrante con un tocco del campanello avverte i fedeli un po' prima della consacrazione, come prescritto nel Ritus servandus per la prima volta nell'edizione 1962). Il sacerdote consacra prima l'ostia, si inginocchia in adorazione, poi eleva l'ostia consacrata e, mentre il ministrante tocca il campanello tre volte o continuamente, la mostra per l'adorazione dei fedeli, dopo di che s'inginocchia nuovamente. Poi consacra con le stesse modalità il vino nel calice. In memoria (Unde et memores) della passione, risurrezione e ascensione di Gesù presenta "il Pane santo della vita eterna e il Calice della salvezza perpetua" a Dio, chiedendogli (Supra quae) di accogliere l'offerta e che (Supplices te rogamus) il "santo Angelo" la presenti presso Dio, affinché i fedeli siano colmati di grazie e benedizioni del cielo. Prega (Memento) che i fedeli defunti abbiano la pace e (Nobis quoque) che ai vivi sia concesso di essere ammessi alla compagnia dei santi. Il canone romano finisce con la dossologia Per Ipsum, durante la quale il sacerdote fa ripetuti segni della croce e alle quattro parole omnis honor et gloria eleva un poco l'ostia e il calice insieme.
Il sacerdote recita da solo e ad alta voce il Pater noster fino a et ne nos inducas in tentationem; il ministrante aggiunge l'ultima petizione: sed libera nos a malo. Il sacerdote aggiunge impercettibilmente Amen e l'embolismo, durante il quale, avendo estratto la patena da sotto il corporale, fa con essa il segno della croce su sé stesso e la mette sotto l'ostia, che spezza in tre parti, delle quali lascia cadere il più piccolo frammento nel calice dopo avere detto ad alta voce: Pax Domini sit semper vobiscum. Recita l'Agnus Dei e tre preghiere silenziose, una per la pace della Chiesa e due di preparazione per la comunione. Dice tre volte la preghiera Domine non sum dignus, battendosi ogni volta il petto e elevando un poco la voce nel dire le prime quattro parole, e si comunica, prima al Corpo e poi al Sangue di Cristo. 

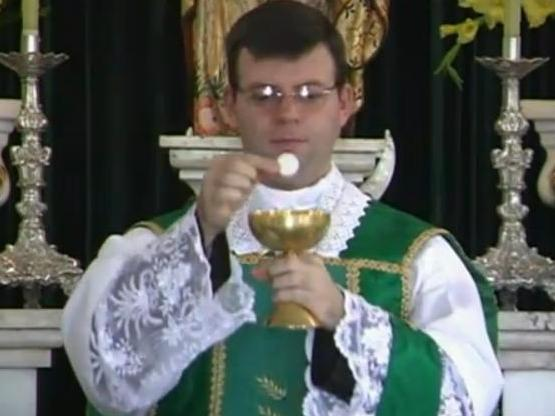
"Ecce Agnus Dei" prima della comunione dei fedeli

La comunione frequente da parte dei fedeli si è generalizzata nel XX secolo, ma ancora era considerata un'azione separata dalla partecipazione alla messa. Per questo l'Ordo Missae fa appena un brevissimo cenno (sei parole) all'eventuale comunione dei fedeli. Il Ritus servandus è più esplicito: un tocco del campanello avverte i comunicandi, poi il sacerdote, rivolto ad essi e con un'ostia nella mano recita Ecce Agnus Dei ... e tre volte Domine, non sum dignus ... e poi va e dice ad ognuno di essi: Corpus Domini nostri Iesu Christi custodiat animam tuam in vitam aeternam. Amen.

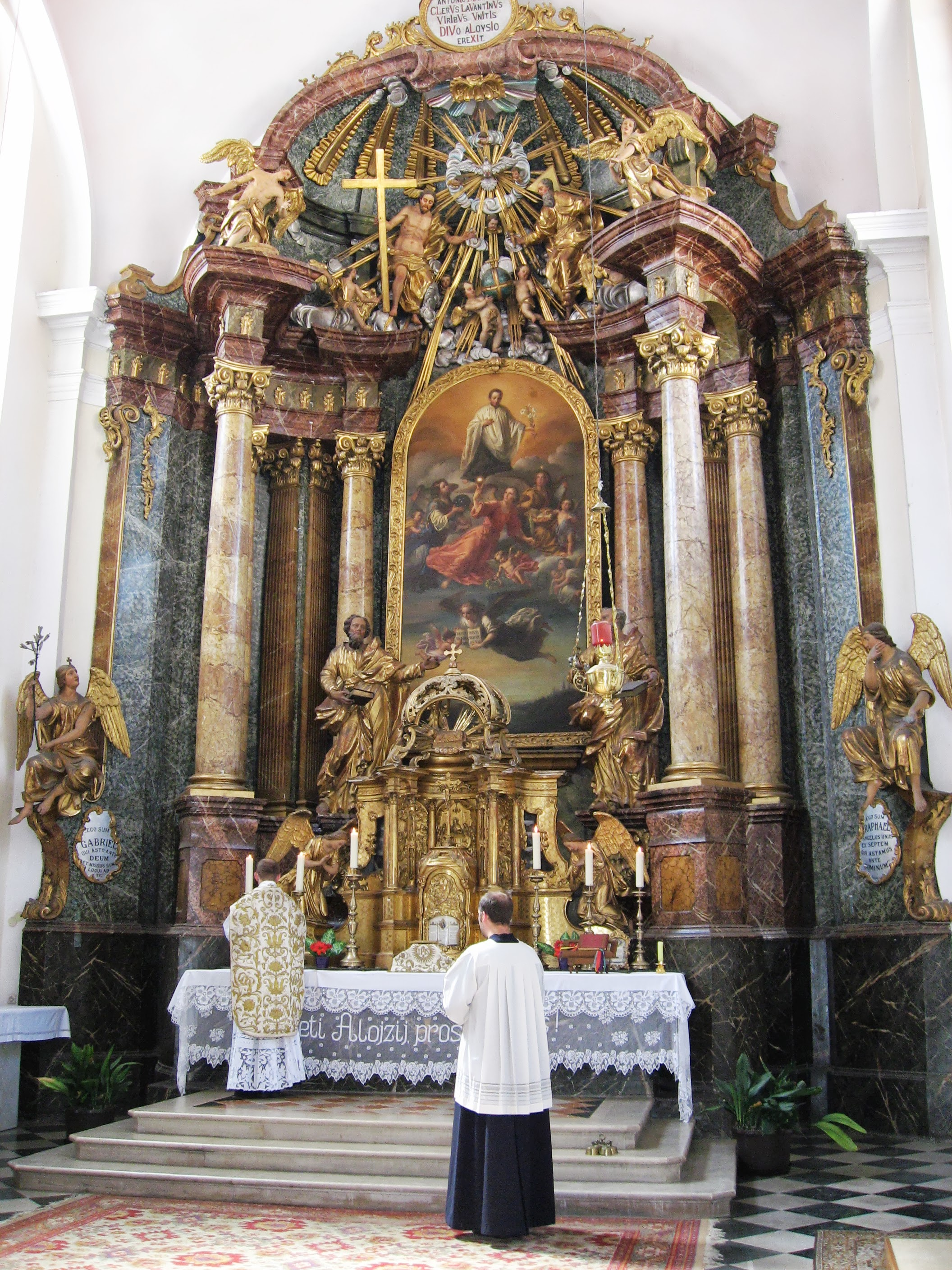
Lettura dell'ultimo Vangelo

Nell'edizione originale (1570) del Messale Romano tridentino, il Ritus servandus non dava alcuna indicazione sulla maniera di amministrare la santa comunione ai fedeli. Passò più di un secolo e mezzo prima che, nel 1726, apparisse nel Messale la norma (senza menzione del campanello) in vigore fino alla modifica del 1962: prima di Ecce Agnus Dei... ecc., il ministrante dopo avere steso davanti ai comunicandi un velo bianco recita il Confiteor e il sacerdote dice Misereatur... e Indulgentiam.... L'edizione 1962 menziona inoltre "il piattino della comunione posto sotto il mento dei fedeli", novità introdotta nel XIX secolo, alla quale la Sacra Congregazione dei Riti, senza imporlo, concesse il nulla osta il 16 marzo 1876.
Poi il sacerdote purifica la patena e toglie gli eventuali frammenti di ostia dal corporale, facendoli cadere nel calice, che purifica con il vino, bevendone il contenuto. Quindi si sposta al lato dell'epistola e purifica sopra il calice il pollice e l'indice di entrambe le mani, che dal momento della consacrazione ha tenuto sempre uniti, eccetto quando tocca l'ostia, versando di nuovo vino e poi acqua e bevendone il contenuto.
Disposto il calice al centro dell'altare come all'inizio della messa, il sacerdote al lato dell'epistola, dove il ministrante ha riportato il messale, legge l'antifona della comunione, va al centro dell'altare, lo bacia e girandosi dice: Dominus vobiscum. Torna al messale e recita le orazioni dopo la comunione corrispondenti alle collette e alle secrete già dette. Chiude il messale, bacia di nuovo l'altare al centro e voltatosi pronuncia la formula di congedo, Ite missa est (o in certe circostanze Benedicamus Domino o Requiescant in pace). Si volge verso l'altare, recita, inchinato, la preghiera Placeat tibi, si volge nuovamente e impartisce la benedizione. Poi si reca al lato del Vangelo e legge l'ultimo Vangelo, solitamente il prologo del Vangelo di Giovanni, e così conclude la messa.